# Eurynorhynchus
Eurynorhynchus is een voormalig geslacht van vogels uit de familie strandlopers en snippen (Scolopacidae). Het geslacht telde één soort:
- Lepelbekstrandloper (Eurynorhynchus pygmeus, met uitsterven bedreigd)